# یواس‌اس رینهارت (دی‌یی-۱۹۶)
یواس‌اس رینهارت (دی‌یی-۱۹۶) (به انگلیسی: USS Rinehart (DE-196)) یک کشتی بود که طول آن ۳۰۶ فوت (۹۳ متر) بود. این کشتی در سال ۱۹۴۴ ساخته شد.